# Joe Jackson Gibbs
Pour les articles homonymes, voir Joe Gibbs et Gibbs.
Joe Jackson Gibbs, né le 25 novembre 1940 à Mocksville, est un entraîneur de football américain, propriétaire d'équipes de NASCAR et de NHRA. Il est le dirigeant de Game Plan for Life, une organisation chrétienne de témoignage.

## Biographie
Né à Mocksville, Caroline du Nord, Gibbs est l'aîné des deux fils de Jackson Cephus Gibbs (1916–1989) et Winnie Era Blalock (1915–2000). Gibbs est diplômé du Santa Fe High School en 1959, où il était le quart-arrière vedette. Gibbs a fréquenté le  Cerritos Junior College. Il a étudié l'éducation physique à la San Diego State University, entraîné par Don Coryell, et a obtenu un Bachelor of Arts en 1964 et une maîtrise en 1966.

### Carrière
Gibbs a commencé sa carrière par un passage en tant qu'entraîneur ligne offensive à San Diego State sous Coryell (1964-1966) . Il a occupé le même poste sous Bill Peterson à Florida State (1967-1968) avant de servir sous John McKay à Californie du Sud (1969-1970) et Frank Broyles à Arkansas (1971-1972). Il a notamment été l'entraîneur-chef des Redskins de Washington (1981-1992 et 2004-2007).
Il a remporté trois Super Bowls (XVII, XXII et XXVI).

### Game Plan for Life
Il a fondé Game Plan for Life en 2009, une organisation chrétienne évangélique de témoignage . En 2017, l’organisation a financé l’implantation d’un campus du Southeastern Baptist Theological Seminary dans la prison Nash Correctional Institution de Nashville (Caroline du Nord) .

## Vie privée
Il est devenu chrétien baptiste à 9 ans.